# Heilig Hartbeeld (Volkel)
Het Heilig Hartbeeld is een standbeeld in de Nederlandse plaats Volkel.

## Achtergrond
Het Heilig Hartbeeld werd in 1926 door de parochianen aangeboden aan pastoor A. van den Ven, die zijn veertigjarig priesterjubileum vierde. De Franse beeldhouwer Jules Déchin ontwierp het beeld, waarvan in meerdere plaatsen een afgietsel te vinden is.

## Beschrijving
Het beeld bestaat uit een staande Christusfiguur, gekleed in gedrapeerd gewaad. Hij houdt zijn beide armen uitnodigend gespreid en toont in zijn handen de stigmata. Op zijn borst is, half verscholen achter zijn kleed, het Heilig Hart zichtbaar. Christus staat op een wereldbol, omgeven door wolken, waarop aan de voorzijde in reliëf passiewerktuigen zijn te zien: een kelk omkranst door een doornenkroon. Op de bol het opschrift 

Sacre Coeur de Jesus Roi des Familles

## Waardering
Het beeldhouwwerk is in 2001 als rijksmonument opgenomen in het monumentenregister, onder meer "als voorbeeld van een uit het buitenland geïmporteerd beeld. Het heeft kunsthistorisch belang als voorbeeld van het werk van het atelier Dechin."